# Domokos Jakab
Zalakapolcsi Domokos Jakab (1756 körül – Váradolaszi, 1821. január 28.) alispán, író.

## Élete
Domokos Lajos debreceni bíró és Kenessey Kata fia, Domokos Dénes bátyja volt. Előbb a gróf Wartensleben ezredben hadnagy volt, majd a katonai pályát elhagyva, Bihar megyének főadószedője, később alispánja lett.

## Munkái
Lefordította Kotzebuenak A rágalmazók c. érz. játékát 5 felv., melyet 1807. nov. 27. és 1809-ben előadtak a pesti magyar színházban.